# 5176 Yoichi
5176 Yoichi eller 1989 AU är en asteroid i huvudbältet som upptäcktes den 4 januari 1989 av de båda japanska astronomerna Seiji Ueda och Hiroshi Kaneda i Kushiro. Den är uppkallad efter den japanska staden Yoichi.
Asteroiden har en diameter på ungefär 16 kilometer.